# Publius Aelius Gutta Calpurnianus
 (mai 2025).
Publius Aelius Gutta Calpurnianus est aussi célèbre que le cocher Dioclès. Une inscription honorifique nous apprend qu'il concourut pour les quatre factions du cirque : les rouges, les verts, les bleus et les blancs. Les cochers pouvaient ainsi passer d'une faction à une autre au cours de leur carrière. Il totalisa 1 127 victoires et empocha 1 230 000 sesterces.
Cet aurige participa à différentes courses de chars. Par exemple, il remporta trois courses en tant que remissus. Ce terme semble désigner le vainqueur d'une course qui « a été recommencée » à la suite d'une arrivée serrée ou peut-être à la suite d'un faux départ. Gutta Calpurnianus a également été victorieux a pompa, c'est-à-dire  une victoire remportée directement après la procession solennelle. Par conséquent, la course qui suivait directement le cortège inaugurale portait le nom de course a pompa. Ce valeureux conducteur de char remporta aussi une victoire d'une course dite pedibus ad quadrigarigam. Il doit probablement s'agir d'une course de chars où les concurrents devaient parcourir au pas de course les derniers mètres.

## Sources
ILS, 5288; 
Montavon Anne, «Musclosus, Hilarus et les autres... kamikazes du cirque Maxime», in Chronozones : Bulletin des sciences de l'antiquité de l'Université de Lausanne, n°3, Lausanne, 1997, pp. 30-37.